# Hoffmannia lewisiana
Hoffmannia lewisiana är en måreväxtart som beskrevs av John Duncan Dwyer. Hoffmannia lewisiana ingår i släktet Hoffmannia och familjen måreväxter.
Artens utbredningsområde är Panamá. Inga underarter finns listade i Catalogue of Life.